# Estádio Presidente Vargas (Fortaleza)
Het Estádio Presidente Vargas is een multifunctioneel stadion in Fortaleza, een stad in de deelstaat Ceará, in Brazilië. De bijnaam is 'PV'.
De naam komt van de Getúlio Dornelles Vargas (1883–1954), een Braziliaans president. Het heette tussen 1945 en 1950 Estádio Municipal. Het stadion wordt vooral gebruikt voor voetbalwedstrijden, de voetbalclubs América FC en AE Tiradentes maken gebruik van dit stadion. In het stadion is plaats voor 20.062 toeschouwers. Het stadion werd geopend in 1941 en gerenoveerd in 2011.